# Victor Cibich
Victor Cibich (11. prosince 1856 Hustopeče u Brna – 25. ledna 1916 Velké Březno) byl česko-německý železničář a podnikatel, pozdější přednosta železniční stanice Velké Březno. Roku 1906 se stal předlohou pro etiketu značky piva pivovaru Velké Březno, která byla po uvolnění licence převzata celou řadou pivních značek po celém světě a Cibicha tak lze označit za nejportrétovanějšího Čecha na světě.

## Život

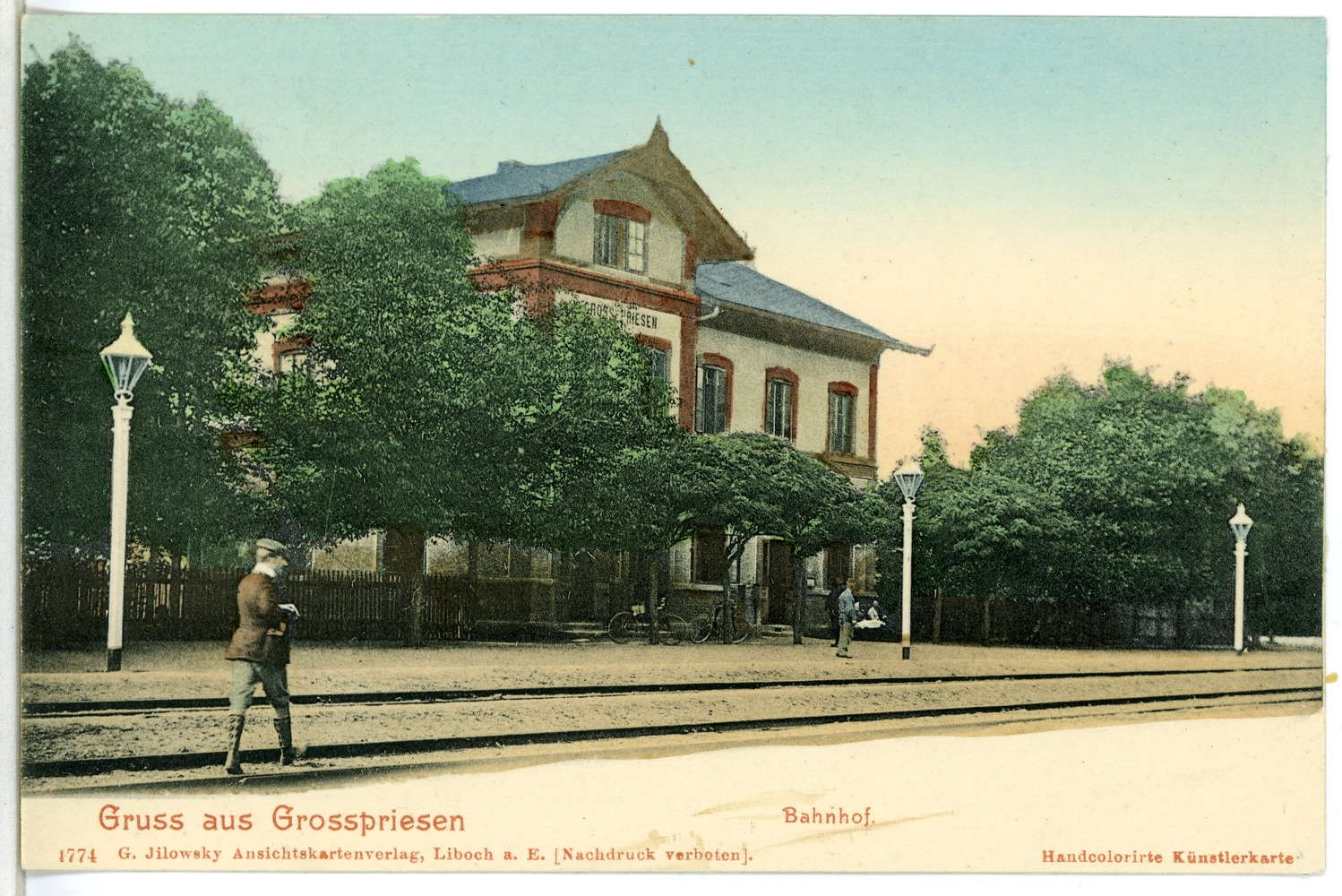
Železniční stanice Großprießen (Velké Březno), kde Cibich pracoval jako přednosta stanice (pohlednice z r. 1893)

Narodil se ve městě Hustopeče na jižní Moravě do německy mluvící rodiny finančního inspektora Johanna Cibicha a jeho ženy Kláry, rozené Galinové. Začal pracovat na železnici a následně pracoval jako železničář na několika místech v českých zemích. Během působení v Praze se roku 1884 oženil. Následně působil mj. na železničních stanicích Velký Osek, Hoštka u Litoměřic či Luka nad Jihlavou, obou v majetku společnosti Rakouská severozápadní dráha. Roku 1891 byl přeložen do stanice Velké Březno nedaleko Ústí nad Labem, kam se i s manželkou a dětmi přestěhovali. Cibich zde posléze získal pozici přednosty železniční stanice a s rodinou se ve Velkém Březně usadili natrvalo. Rovněž provozoval nevelký obchod s uhlím.
Roku 1906 byl osloven velkobřezenským pivovarem s možností použití jeho portrétu jakožto značky pivovaru, nejčastěji používaném na etiketách pivních lahví, kterou přijal. Za to byl odměněn mj. nárokem na konzumaci 30 pint velkobřezenského piva čepovaných ve zdejší restauraci Tivoli. Bodrý malovaný portrét Cibicha zachyceného kterak pravou rukou připíjí z téměř plněho skleněného půlitru piva pak dopomohl zdejší značce k proslulosti.

### Úmrtí
Victor Cibich zemřel 25. ledna 1916 ve Velkém Březně ve věku 59 let. Pohřben byl na hřbitově ve Valtířově, poblíž zdejší hrobky rodu Chotků.

### Po smrti
Za druhé světové války byli Cibichovi synové kvůli židovskému původu matky internováni v koncentračních táborech. Po konci druhé světové války a vyhlášení vysídlení českých Němců z Československa byli Cibichovi synové deportováni do Norimberka, kde později také zemřeli.
Etiketa s Cibichovým portrétem se v logu velkobřezenského pivovaru uchovala i po roce 1945. Po propadnutí licence podobizny byl pak motiv převzat pivními značkami po celém světě, mj. pivovary ve Francii, Itálii, USA, Uruguayi a řadě dalších zemí. Atypičností motivu použitím podoby konktétního člověka tak z Cibicha téměř jistě činí vůbec nejportrétovanějšího rodáka z českých zemí. Hrob Cibichových ve Valtířově byl později osazen novým náhrobkem vyhotoveným v češtině a epitafem Muž, který dal pivu tvář.
O znovuobjevení Cibichovy identity se zasloužil především ústecký archivář Vladimír Kaiser.